# アナザウェイ
『アナザウェイ』（ 原題：Egymásra nézve ）は、1982年製作のハンガリー映画。この作品で、主演のヤドヴィガ・ヤンコフスカ＝チェースラックは、第35回カンヌ国際映画祭で、女優賞を獲得した。

## キャスト
- エバ・サランツキイ：ヤドヴィガ・ヤンコフスカ=チェースラック
- リヴィア：グラジナ・サポロウスカ
- ユーゼフ・クローネル
- フィアラ：ガボール・レヴィッツキイ
- リヴィアの夫：ペーター・アンドライ